# Havelock Hudson
Havelock Hudson, GCB, KCIE (* 26. Juni 1862; † 25. Dezember 1944) war ein britischer Offizier der British Army, der zuletzt als General zwischen 1920 und 1924 Oberkommandierender des Ostkommandos der Britisch-Indischen Armee war.

## Leben

### Offiziersausbildung und Verwendungen in der Britisch-Indischen Armee
Havelock Hudson absolvierte nach dem Schulbesuch eine Offiziersausbildung und wurde nach deren Abschluss am 22. Oktober 1881 als Oberleutnant (Lieutenant) in das Linieninfanterieregiment Northamptonshire Regiment übernommen. Ein daraufhin am 10. Mai 1882 vorgesehener Wechsel zum Linieninfanterieregiment The Royal Irish Regiment wurde am 11. Juli 1882 zurückgenommen. Am 25. Oktober 1884 wurde er zum Stabsdienst der Britisch-Indischen Armee versetzt. Am 22. Oktober 1892 wurde er dort zum Hauptmann (Captain) sowie am 10. Juli 1901 zum Major befördert. Er war unter anderem Assistierender Quartiermeister sowie Mitglied des Exekutivkomitees der Delhi Durbar, eine Versammlung, die jeweils anlässlich der Krönung des britischen Monarchen zum Kaiser von Indien abgehalten wurde. Als solcher wurde er am 26. Juli 1903 zum Companion des Order of the Indian Empire (CIE) ernannt.
Hudson war anschließend als Angehöriger des Kavallerieregiment 19th Lancers (Fane’s Horse) Assistierender Generaladjutant der in Rawalpindi stationierten 2. Division (2nd (Rawal Pindi) Division) und wurde als solcher am 13. Mai 1907 zum Oberstleutnant (Lieutenant Colonel) befördert. Am 11. Juni 1910 erfolgte seine Ernennung zum Generalstabsoffizier Ersten Grades im Generalstab der Britisch-Indischen Armee sowie am 17. Februar 1911 seine Beförderung zum Oberst (Colonel).

### Erster Weltkrieg und Aufstieg zum General

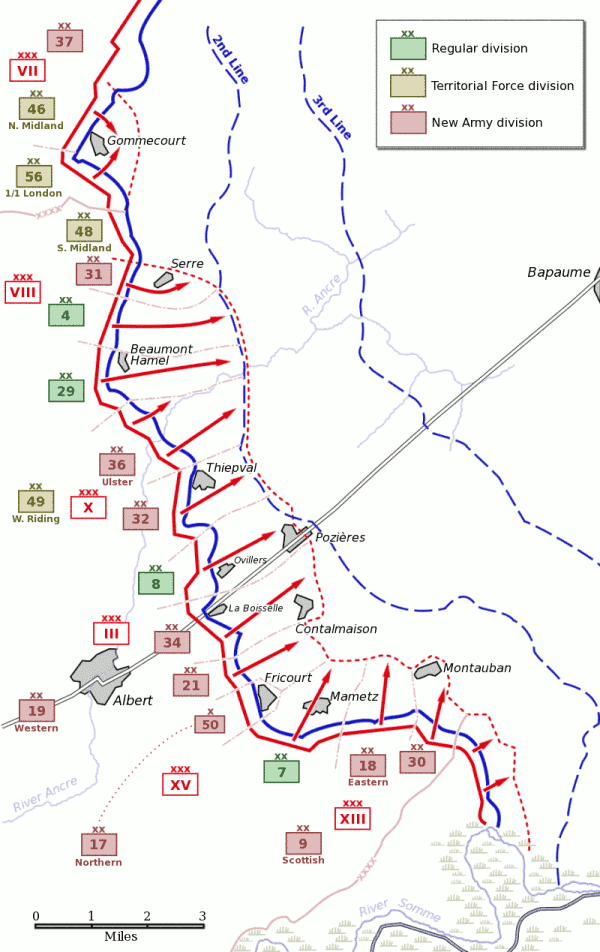
Als Kommandierender General der 8. Infanteriedivision nahm Generalmajor Havelock Hudson an der Schlacht an der Somme (1. Juli bis 18. November 1916) teil.

Danach wurde Havelock Hudson am 27. August 1912 zum Kommandanten der Kavallerieschule in Sangor ernannt und bekam zugleich den vorübergehenden Dienstgrad eines Brigadegenerals (Temporary Brigadier) verliehen. Bereits am 1. Oktober 1912 wurde er aber wieder zum Generalstab der Nordarmee (Northern Army) der Britisch-Indischen Armee versetzt, wo am 30. November 1914 seine Beförderung zum Brigadegeneral (Brigadier) erfolgte. Am 15. April 1915 erfolgte mit rückwirkender Wirkung zum 18. Februar 1915 seine Beförderung zum Generalmajor (Major-General) der Britisch-Indischen Armee. Als solcher wurde er nach seiner Rückkehr im August 1915 Nachfolger von Generalmajor Francis Davies als Kommandierender General (General Officer Commanding) der 8. Infanteriedivision (8th Infantry Division) und bekleidete diese Funktion bis Dezember 1916, woraufhin Generalmajor William Heneker seine Nachfolge antrat. Mit dieser nahm er während des Ersten Weltkrieges an der Schlacht an der Somme (1. Juli bis 18. November 1916) teil.
Danach kehrte Hudson nach Britisch-Indien zurück, wo er als Generalleutnant (Lieutenant-General) im Februar 1917 Nachfolger von Generalmajor John Walter als Generaladjutant der Britisch-Indischen Armee (Adjutant-General of the Indian Army) wurde. Er hatte diesen Posten bis November 1920 inne und wurde dann von Generalleutnant Walter Sinclair Delamain abgelöst. Während dieser Zeit wurde er am 3. Juni 1918 zum Knight Commander des Order of the Bath (KCB) geschlagen, so dass er fortan das Prädikat „Sir“ führte. Darüber hinaus wurde er am 3. Juni 1919 auch zum Knight Commander des Order of the Indian Empire (KCIE) geschlagen.
Zuletzt wurde General Havelock Hudson im November 1920 erster Oberkommandierender des wieder geschaffenen Ostkommandos der Britisch-Indischen Armee (General Officer Commanding-in-Chief, Eastern Command, India) und übte diese Funktion bis zum 14. Februar 1924 aus, woraufhin General George Barrow ihn ablöste. Am 21. Juni 1922 übernahm er zusätzlich den Posten als Aide-de-camp von König Georg V. und wurde damit Nachfolger von General William Birdwood. Am 29. September 1922 wurde er des Weiteren Großoffizier des Stern von Rumänien. Am 14. März 1924 wurde General Barrow auch sein Nachfolger als Aide-de-camp des Königs. Mit Wirkung vom 22. November 1924 schied er aus dem aktiven Militärdienst aus und trat in den Ruhestand. Am 2. Januar 1928 wurde er zum Knight Grand Cross des Order of the Bath (GCB) erhoben und am 29. Januar 1932 übernahm er das Amt des Colonel of the Regiment des Kavallerieregiment 19th Lancers (Fane’s Horse).